# Rajnandgaon (stato)
Lo Stato di Nandgaon (detto anche stato di Rajnandgaon) fu uno stato principesco del subcontinente indiano, avente per capitale la città di Rajnandgaon.

## Storia
La famiglia regnante di Nandgaon apparteneva alla casta dei Bairagi, e poiché l'ordine cui appartenevano imponeva il celibato, la successione era regolata dall'adozione del discepolo (chela) da parte del maestro (mahant). Il primo mahant venne dal Punjab e si stabilì a Ratanpur sul finire del XVIII secolo col permesso del governatore maratha Bimbaji Bhonsle. I suoi successori acquisirono i pargana (feudi) di Pandadeh e Nandgaon da ex proprietari terrieri Gond e possidenti musulmani locali, in pagamento di debiti contratti. Mohgaon fu concesso in feudo al quinto mahant dal raja di Nagpur; Dongargaon faceva parte del territorio di uno zamindar che si ribellò contro i Bhonsle e i suoi domini furono divisi tra Nandgaon e Khairagarh come ricompensa per aver represso la ribellione.
Nel 1865 gli inglesi riconobbero Nandgaon come stato feudatario e il settimo mahant, Ghasi Das, ottenne il permesso di sposarsi ed ebbe anche un figlio; nel 1879 il governo dell'India britannica informò il sovrano che avrebbe acconsentito alla successione di suo figlio; alla morte di Ghasi nel novembre 1883, infatti, il figlio Balram Das, ancora minorenne, gli succedette sotto la reggenza materna, ricevendo i pieni poteri nel 1891, ma con un diwan (ministro) nominato dagli inglesi come suo consigliere. Questi si impegnò attivamente a favore dello stato ed ottenne il titolo di raja il 2 gennaio 1893; morì nel 1897 lasciando quale suo successore un figlio adottivo di nome Rajendra Das, di appena 4 anni, il quale pure venne sottoposto a reggenza sino alla maggiore età, sotto sorveglianza del governo britannico tramite l'agente politico del commissario di Chhattisgarh. Il giovane morì il 25 maggio 1912 e la vedova adottò Sarveshwara Das (nato nel 1906) il 24 giugno 1913, il quale regnò poi sino al 1940; gli succedette Digvijai Das, l'ultimo raja.
Lo stato entrò a far parte dell'Unione Indiana dal 1º gennaio 1948.

## Governanti
I governanti avevano il titolo di Mahant sino al 1865, ottenendo poi il titolo di Raja.

### Mahant
- Prahlad Das	1765-1797
- Hari Das	1797-1812
- Ram Das	1897-1812
- Raghubar Das	1812-1819
- Himanchal Das	1819-1832
- Moujiram Das	1832-1862
- Ghanaram Das	1862-1865

### Raja
- Ghasi Das	1865-1883
- Balram Das	1883-1897
- Rajendra Das	1897-1912
- Sarveshwar Das	1913-1940
- Digvijay Das	1940-1947